# 阿尔法·巴里
穆罕默德（马赫马杜）·阿尔法·巴里（ Mohamad（Mamadu） Alpha Barry，1970年1月1日—），布吉納法索政治家、記者。他自2016年1月12日起擔任外交与合作部部长。

## 生平
1970年1月1日出生於象牙海岸，曾擔任過法廣駐瓦加杜古的新聞記者以及法語雜誌《青年非洲》的合作者。
2016年1月12日，他被任命為布吉納法索的外交与合作部部长。

## 健康
在2019冠状病毒病暴发期間，他於3月21日確診感染了此病，同時被確診的還有国民教育、扫盲和民族语言推广部部长斯坦尼斯拉斯·瓦罗、矿业和采石业部部长奥马鲁·伊达尼以及国土管理、权力下放和社会和解部部长西梅翁·萨瓦多戈。